# Annapia Gandolfi
Annapia Gandolfi (ur. 29 czerwca 1964 w Pizie) – włoska florecistka, srebrna medalistka olimpijska i dwukrotna medalistka mistrzostw świata.
Podczas igrzysk olimpijskich w Seulu w 1988 roku reprezentacja Włoch w składzie: Dorina Vaccaroni, Margherita Zalaffi, Francesca Bortolozzi, Lucia Traversa i Annapia Gandolfi zdobyła drużynowo srebrny medal. W rywalizacji indywidualnej zajęła 27. miejsce. Były to jej jedyne starty olimpijskie.
Na mistrzostwach świata w Sofii w 1986 roku wspólnie z Margheritą Zalaffi, Lucią Traversą i Giovanną Trillini wywalczyła srebrny medal. W tej samej konkurencji razem z Margheritą Zalaffi, Giovanną Trillini, Dorina Vaccaroni i Francescą Bortolozzi zdobyła brązowy medal podczas mistrzostw świata w Lozannie rok później.